# If I Never See Your Face Again
Singles par Maroon 5
Won't Go Home Without You
(2007) Goodnight Goodnight
(2008)
Singles par Rihanna
Take a Bow
(2008) Disturbia
(2008)
If I Never See Your Face Again est une chanson écrite par les membres du groupe Maroon 5, Adam Levine et James Valentine. Le titre est extrait du second album du groupe, It Won't Be Soon Before Long. Une seconde version a été enregistrée avec la chanteuse Rihanna. Ce remix sera inclus dans la réédition des albums de Maroon 5 et de Rihanna, Good Girl Gone Bad et s'est vendu à 1,1 million d'exemplaires.

## Genèse
If I Never See Your Face Again a été écrite par Adam Levine et James Valentine, deux des quatre membres du groupe Maroon 5. La chanson est produite par Mike Elizondo, Mike Endert, Mike "Spike" Stent, Christopher "Tricky" Stewart et Maroon 5. Il a été enregistré par "Spike Stent" aux Conway Studios à Hollywood, aux Glenwood Place Studios à Burbank et aux Phantom Studios à Westlake Village. Le titre fait partie de la version standard de l'album It Won't Be Soon Before Long sans la participation de Rihanna.
Cependant, Levine a déclaré dans une interview avec James Montgomery pour MTV News, sur le plateau de tournage du clip de la chanson, qu'il voulait essayer quelque chose de différent pour la réédition de l'album. Lors de cet entretien, il explique qu'il avait demandé à la chanteuse barbadienne de faire quelques « petits morceaux de différents types » dans le studio d'enregistrement et que ça leur est venu très rapidement. Il décrit ce moment comme « magique », qu'ils n'avaient même pas besoin d'y penser. Rihanna affirme dans le même entretien que la chanson sera le seul duo sur la réédition de son album Good Girl Gone Bad. Elle révèle par la même occasion qu'elle avait toujours voulu travailler avec le groupe et qu'elle était honorée d'avoir été contacté pour cette collaboration. If I Never See Your Face Again est sortie comme single le 2 mai 2008 aux États-Unis.

## Classements
| Classement (2007)               | Meilleure position |
| ------------------------------- | ------------------ |
| Australie (ARIA)                | 11                 |
| Autriche (Ö3 Austria Top 40)    | 54                 |
| Belgique (Flandre Ultratip 100) | 18                 |
| Canada (Hot 100)                | 12                 |
| Danemark (Tracklisten)          | 31                 |
| Europe (Hot 100)                | 59                 |
| Irlande (IRMA)                  | 16                 |
| Italie (FIMI)                   | 15                 |
| Japon (Hot 100)                 | 97                 |
| Pays-Bas (Nederlandse Top 40)   | 35                 |
| Nouvelle-Zélande (RMNZ)         | 21                 |
| Suisse (Schweizer Hitparade)    | 52                 |
| Royaume-Uni (UK Singles Chart)  | 28                 |
| États-Unis (Hot 100)            | 51                 |
| États-Unis (Pop Airplay)        | 30                 |
| États-Unis (Adult Pop Songs)    | 10                 |